# Dermatolepis
Dermatolepis – rodzaj ryb okoniokształtnych z rodziny strzępielowatych.

## Klasyfikacja
Gatunki zaliczane do tego rodzaju:
- Dermatolepis dermatolepis
- Dermatolepis inermis
- Dermatolepis striolata